# Athanasius Kircher
Pour les articles homonymes, voir Kircher.
Athanasius Kircher (en français : Athanase Kircher ; (la) Athanasio Kirchero), né le 2 mai 1602 à Geisa, près de Fulda (principauté abbatiale de Fulda) en Allemagne actuelle et décédé le 27 novembre 1680 à Rome (États pontificaux), est un  prêtre jésuite allemand. Orientaliste distingué, et esprit éminemment encyclopédique, Kircher est un des savants les plus importants de l'époque baroque.

## Biographie

### Famille
Son père, Johannes Kircher, de Mayence, étudie la philosophie et la théologie, mais, au lieu de devenir prêtre, il devient le conseiller du prince-abbé Balthasar de l'abbaye de Fulda. Il est par la suite expulsé et perd ses fonctions politiques et le statut social qui y sont attachés. Il n'y revient jamais et se consacre à l'enseignement et à sa vie de famille. Appauvri, il n'en veille pas moins à donner une bonne instruction à ses neuf enfants dont Athanasius est le plus jeune.

### Études, formation et premier enseignement
Entre 1614 et 1618, Kircher apprend le grec ancien et l'hébreu au collège jésuite de Fulda. Il entre dans l'Ordre jésuite à Paderborn le 2 octobre 1618. Après la formation spirituelle (noviciat) et l'approfondissement des langues classiques (humanités) avec l'étude des sciences à Paderborn (1618 à 1622), il continue sa formation en philosophie à Münster et Cologne, étudie les curiosités du monde physique à Heiligenstadt et, de 1625 à 1628, étudie la théologie à Mayence où il est ordonné prêtre (1628). Il enseigne alors l'éthique et les mathématiques à l'université de Wurtzbourg, où il s'initie également à la recherche scientifique et aux langues orientales. Sa première publication (sur le magnétisme) date de cette époque-là : Ars magnesia (1631).

### Professeur à Rome
Fuyant la guerre de Trente Ans, il se réfugie à Avignon où il construit un observatoire et publie un essai sur la gnomonique. Il parvient à intégrer le réseau d'érudits établi par Nicolas-Claude Fabri de Peiresc en faisant croire qu'il possède un manuscrit rare écrit en arabe, copte et égyptien ancien. Cette relation va être des plus utiles au père jésuite : initialement invité à Vienne, il est nommé, en 1635, professeur de physique, mathématiques et langues orientales au Collège romain à Rome grâce à l'intervention auprès du cardinal Francesco Barberini de Pereisc, qui compte sur Kircher pour éditer les manuscrits du voyageur Pietro Della Valle. Il semble que le pape Urbain VIII lui-même soit intervenu. Il reste attaché à l'université jusqu'à la fin de sa vie. Ce qui ne l'empêche pas de voyager partout où le conduisaient ses investigations scientifiques : Aix-la-Chapelle, Vienne, Coblence, Münster, Malte, etc. Dès 1646, on le libère de sa tâche d’enseignant pour qu’il puisse se consacrer entièrement à la recherche et l’écriture. 
En 1651 il devient conservateur des collections d'art et d'antiquités données au Collège romain. Il les a tant enrichies qu'elles furent dénommées "Musée kirchérien".
Les quelque trente-neuf livres qu'il écrit touchent les mathématiques, l'astronomie, la musique, l'acoustique, l’archéologie, la chimie, l'optique, la médecine, les langues orientales, la volcanologie et d'autres sujets « curieux » même si moins scientifiques : la kabbale, l’occultisme, etc. Ces livres fourmillent d’intuitions et d’hypothèses diverses dont il laisse à ses successeurs la tâche de les confirmer ou infirmer. Souvent comparé à Léonard de Vinci, ce génie encyclopédique est appelé le « maître des cent savoirs ».

## Découvertes et réalisations

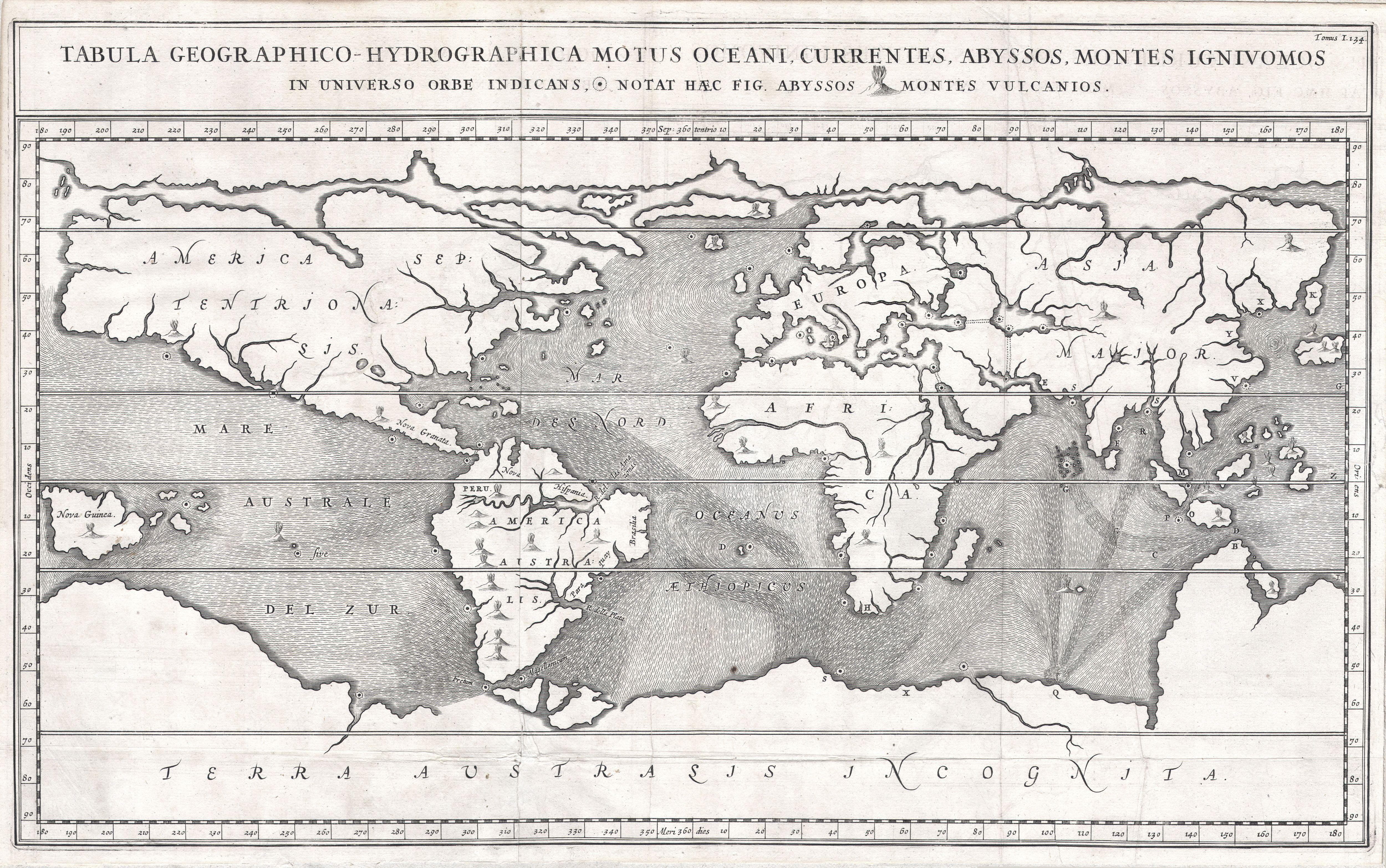
La carte du monde selon Kircher (1665) avec, pour la première fois, l'observation des courants marins

Les domaines auxquels s'intéresse Kircher sont très divers : géographie, astronomie, mathématiques, médecine, et musique, auxquels il applique toujours cette même rigueur scientifique, constante dans son œuvre, en alliant le tout avec une conception mystique de la nature. Baigné dans la traditionnelle scolastique, cela ne l'empêche guère d'être plus empirique - on dit qu'un jour il alla lui-même au sommet du Vésuve après une éruption, pour mieux l'observer et comprendre le phénomène. Mais aujourd'hui, ses contributions sont décrites comme peu originales, même si de nombreuses inventions lui sont attribuées.

### Lumière et optique
En 1646, Kircher publie un traité sur la lumière en relation dialectique avec l'obscurité Ars magna Lucis et Umbrae et se fabrique un microscope qui lui permet de faire des observations pertinentes sur le sang. 

### Médecine

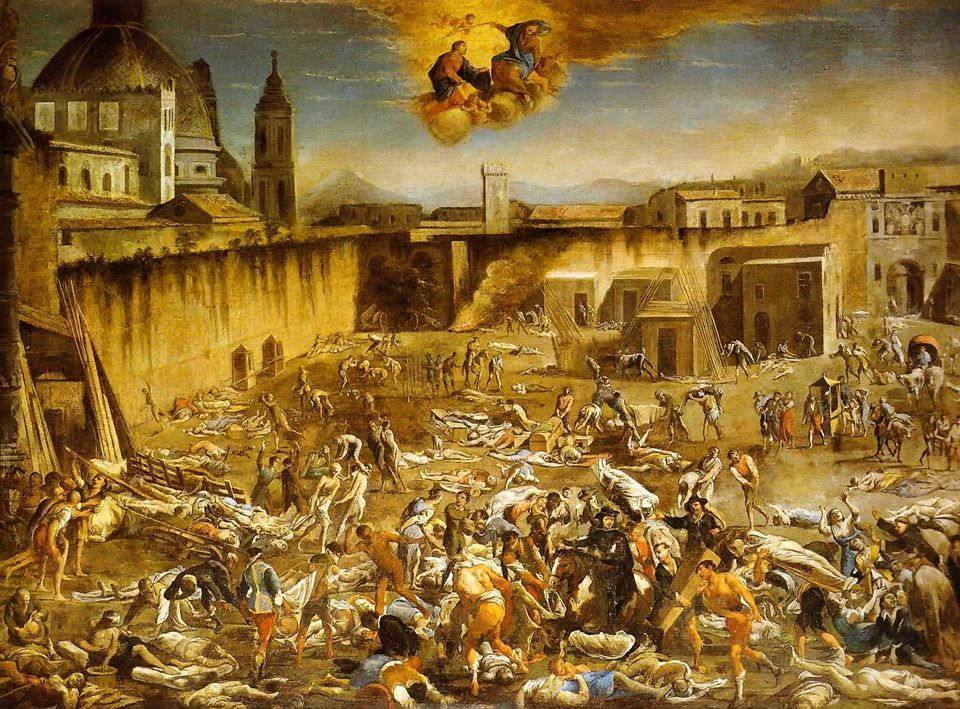
La peste à Naples en 1656, par Micco Spadaro

Peu enclin à un académisme distant, Kircher s’intéresse à la médecine lorsqu’une épidémie de peste ravage Naples (1656), remplissant les rues et les églises de cadavres et faisant 150 000 morts dans la ville. En dépit des mesures de protection, l'épidémie se répand peu après dans la ville de Rome. On croyait alors que la peste était provoquée par des miasmes, des vapeurs putrides rendues délétères en raison de la position des astres. Kircher, qui résidait  dans le Collège romain, adopte une approche résolument moderne dans l'étude des maladies et avec son microscope examine le sang des victimes de l’épidémie. Dans son Scrutinium Physico-Medicum Contagiosae Luis, Quae Pestis Dicitur (Examen de la peste) publié en 1658, il note la présence de « petits vers » ou « animalcules » invisibles à l'œil nu. Ceux-ci sont tellement légers que le moindre souffle d'air les emporte et qu'ils sont absorbés par la respiration ou même par les pores de la peau. Il est ainsi considéré par Fielding H. Garrison, historien de la médecine, comme « le premier à exposer en termes explicites la théorie de la contagion comme cause des maladies infectieuses ». En même temps, sa théorie repose sur le principe non scientifique de la génération spontanée. Même si sa conclusion est correcte, il est douteux qu'il ait pu observer dans son microscope rudimentaire le bacille de la peste (1/600 de mm de longueur) : ce qu'il a vu serait plus probablement des globules blancs ou rouges et non l'agent de la peste, Yersinia pestis. Mais son approche de la maladie au moyen du microscope a le grand mérite d'ouvrir un nouveau champ de recherche.
Il propose également des mesures prophylactiques pour prévenir la propagation de la maladie comme l'isolation en quarantaine des malades, l’incinération de leurs vêtements et le port d'un masque facial pour éviter d'inhaler les germes.

### Acoustique, musique et harmonie

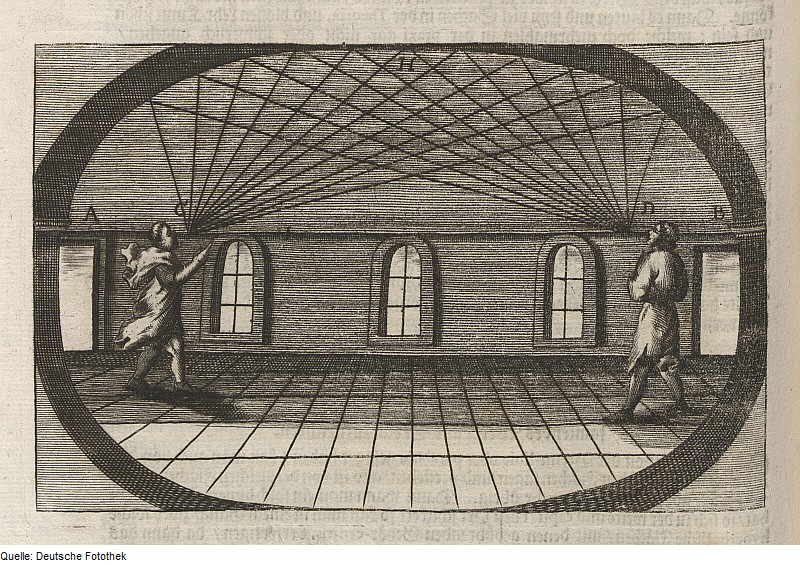
Étude sur l'acoustique par Kircher et Nislen (1684)

Kircher laisse un mégaphone de son invention. Il invente un système destiné à engendrer des partitions musicales, ce qui fait de lui le père de la musique algorithmique générative. Toujours dans le registre musical, il est l'auteur de propositions d'instruments de musique automatisés (notamment des orgues actionnées hydrauliquement).
Kircher aurait également mis au point un orgue à chats pour amuser un prince italien. On rangeait côte à côte, dans des boîtes, des chats dont les miaulements naturels variaient en hauteur. Lorsqu'une touche de l'orgue était pressée, une aiguille s'abattait sur la queue du chat adéquat.

### Linguistique et hiéroglyphes
Sans doute le plus grand polyglotte de son temps, Kircher s'intéresse à l'origine des langues, étudie la langue copte (son traité de coptologie : Prodromus Coptus sive Aegyptiacus, 1636) et la vue des obélisques à Rome (1628) le tourne vers l'égyptologie. On le déclare également père de l'égyptologie.

Kircher estime que les signes hiéroglyphiques sont des symboles. Comme le montrent au XXe siècle les travaux de René Adolphe Schwaller de Lubicz, il avait raison sur le fond, mais ses déductions étaient erronées en pratique. Mais, même fausses, certaines sont surprenantes. 
|                |          |           |     |
| \| \| \| \| \| |          |           |     |
|                |          |           |     |
| V28            | N5 · F34 | D36 · D36 | A28 |

| V28 | N5 · F34 | D36 · D36 | A28 |

|                |          |           |     |
| \| \| \| \| \| |          |           |     |
|                |          |           |     |
| V28            | N5 · F34 | D36 · D36 | A28 |

| V28 | N5 · F34 | D36 · D36 | A28 |

|                |          |           |     |
| \| \| \| \| \| |          |           |     |
|                |          |           |     |
| V28            | N5 · F34 | D36 · D36 | A28 |

| V28 | N5 · F34 | D36 · D36 | A28 |

|                |          |           |     |
| \| \| \| \| \| |          |           |     |
|                |          |           |     |
| V28            | N5 · F34 | D36 · D36 | A28 |

| V28 | N5 · F34 | D36 · D36 | A28 |

les bienfaits du divin Osiris doivent être procurés par le moyen des cérémonies sacrées et de la chaîne des génies, afin que les bienfaits du Nil soient obtenus ; traduction étonnante alors que le nom du pharaon signifie tout simplement le cœur de Rê est réjoui. Après l'examen des travaux envoyés par Kircher, Peiresc se rend compte des nombreuses erreurs et interprétations douteuses mais maintient (ou fait semblant de maintenir) sa confiance au jésuite.
Même s'il ne connaît pas le chinois, cela ne l’empêche pas de publier une China monumentis illustrata (Amsterdam, 1667), révélant surtout sa grande capacité à se documenter et son esprit encyclopédique.
C'est dans une de ses lettres, datée de 1637, que se trouve la plus ancienne mention connue à ce jour du manuscrit de Voynich.

### En d'autres domaines

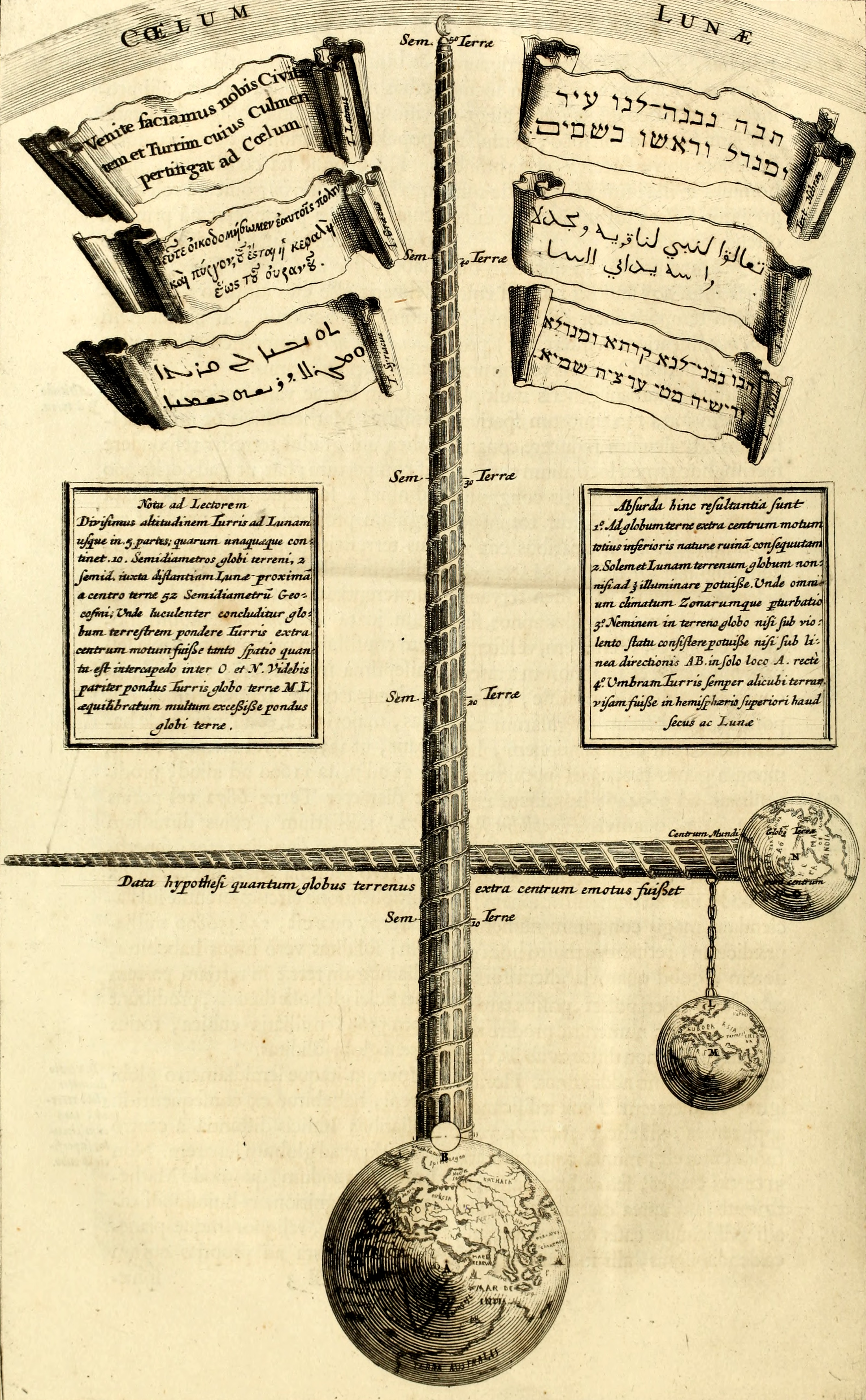
Démonstration, par Kircher, que la tour de Babel ne pouvait pas atteindre la Lune

Il observe en Sicile une éruption de l’Etna (1630) – pour une meilleure observation il se fait même descendre dans le cône du volcan –  et voyage à Malte (1636) pour y étudier les courants marins, les volcans et tremblements de terre. Il en tire des conclusions intéressantes et écrit le premier traité de géologie : Mundus subterraneus (Amsterdam, 1665).
Outre la lanterne magique et le microscope, il invente une machine à calculer et le pantographe (pour faciliter l’étude de la géométrie). Ces dessins se trouvent dans Pantometrum Kircherianum (Wurtzbourg, 1669).
Il étudie la Bible à sa manière également, calculant les dimensions de l’arche de Noé (Arca Noe, Amsterdam, 1675) de la tour de Babel (Turris Babel, Amsterdam, 1679) et du Temple de Salomon. Selon lui, seules les espèces principales ont pu trouver refuge dans l'arche de Noé : les autres ont donc été engendrées des premières, sous l'influence des astres, de l'imagination des mères et du climat,. Il s’égare dans la numérologie biblique : Arithmologia, sive de abditis numerorum mysteriis, Rome, 1665.

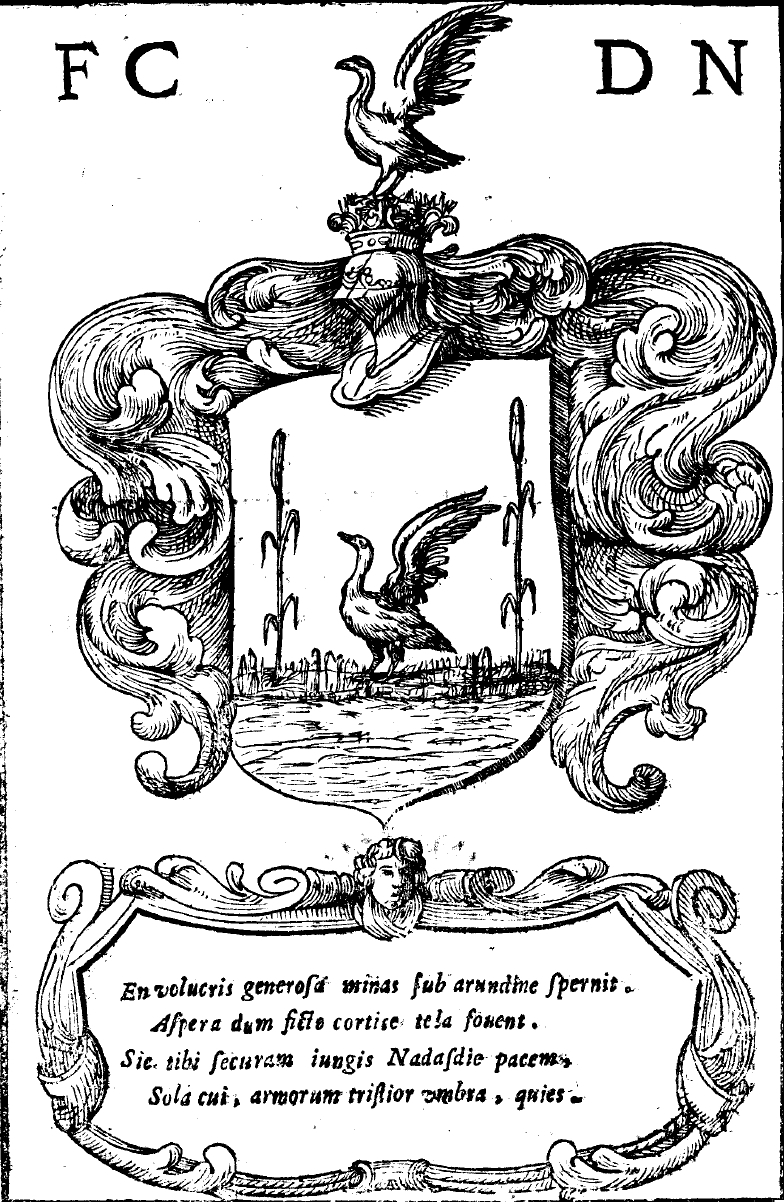
Frontispice de Arithmologia, 1665

Par ailleurs, au contraire d'autres grands hommes de science de son époque (Isaac Newton, Robert Boyle) il rejette complètement l'alchimie.
Il crée au Collège romain un musée des sciences et d’ethnographie (le musée Kircher), le premier du genre, où il rassemble des curiosités envoyées par des missionnaires jésuites du monde entier et où il démontre aux visiteurs sa propre lanterne magique. Ce musée disparait lors de la suppression de la Compagnie de Jésus en 1773.  

## Œuvres
- 1631 : Ars Magnesia : sur le magnétisme[11] ;
- 1635 : Primitiae gnomoniciae catroptricae : sur les cadrans solaires et les observations astronomiques ;
- 1636 : Prodromus coptus sive aegyptiacus : sur la langue égyptienne ;
- 1637 : Specula Melitensis encyclica, hoc est syntagma novum instrumentorum physico- mathematicorum ;
- 1641 : Magnes, sive de arte magnetica, [lire en ligne] : sur le magnétisme ;
- 1643 : Lingua aegyptiaca restituta[12] ;
- 1645–1646 : Ars Magna Lucis et umbrae in mundo : sur l'astronomie, l'optique, , etc.[13] ;
- 1650 : Obeliscus Pamphilius ;
- 1650 : Musurgia universalis, sive ars magna consoni et dissoni : sur la musique ;
- 1652–1655 : Œdipus Ægyptiacus : l'œuvre principale de Kircher, sur la philosophie et l'égyptologie. 
« Oedipus aegyptiacus, hoc est Universalis hieroglyphicae veterum doctrinae, temporum injuria abolitae, instauratio... - Athanasii Kircheri,... Oedipi aegyptiaci tomus secundus. Gymnasium, sive Phrontisterion hieroglyphicum in duodecim classes distributum... Pars prima [-altera]. - Athanasii Kircheri,... Oedipi aegyptiaci tomus III. Theatrum hieroglyphicum, hoc est nova et hucusque intentata obeliscorum coeterorumque hieroglyphicorum monumentorum... interpretatio...— Rome, Mascardi, 1652-1654, 3 tomes en 4 vol. : fig., pl., fac-sim., frontisp. et portr. gravés ; in-fol. »
  - t. I - 1 Delta Niloticum, - 2 Politica Aegyptiorum, - 3 Theogonia, - 4 pantheon hebraeorum, - 5 simia aegyptiaca, 566 p.[14]
  - t. II première partie, 474 p.[15]
  - t. II seconde partie, 575 p.[16]
  - t. III : praelusoria de hieroglyphicis in genere, - 1 mensae isiacae, - 2 obeliscus ramessaeus..., 14 de canopis hieroglyphicis..., 645 p. index [17]
- 1654 : Magnes, sive de arte magnetica (troisième édition augmentée), [lire en ligne] ;
- 1656 : Itinerarium extaticum s. opificium coeleste : comment, après avoir entendu un concert donné par trois luthistes, Kircher fut transporté en un voyage extatique à travers les sphères des planètes ;
- 1657 : Iter extaticum secundum, mundi subterranei prodromus : voyage souterrain ;
- 1658 : Scrutinium Physico-Medicum Contagiosae Luis, quae dicitur Pestis : sur les causes de la peste, que Kircher attribue à des germes, en se basant sur ses observations microscopiques ;
- 1660 : Iter extaticum coeleste, [lire en ligne];
- 1661 : Diatribe de prodigiosis crucibus ;
- 1663 : Polygraphia nova et universalis ex combinatoria arte directa : proposition d'un langage symbolique, universel, avec vocabulaire latin, italien, espagnol, français et allemand ;
- 1664–1678 : Mundus subterraneus, quo universae denique naturae divitiae[18]. Sur la géologie, etc. ;
- 1665 : Historia Eustachio-Mariana ;
- 1665 : Arithmologia, [lire en ligne] : sur les vraies et fausses significations des nombres ;
- 1666 : Obelisci Aegyptiaci... interpretatio hieroglyphica ;
- 1667 : China monumentis qua sacris qua profanis, nec non variis naturae et artis spectaculis, aliarumque rerum memorabilium argumentis illustrata[19],[20]. Sur l'Extrême-Orient. Trad. fr. par F. S. d'Alquié, Amsterdam 1670 ; Texte en ligne disponible sur LillOnum
- 1667 : Magneticum naturae regnum sive disceptatio physiologica : bref traité sur des expériences de magnétisme ;
- 1669 : Principis Cristiani archetypon politicum ;

Frontispice de Latium, 1671

- 1669 : Latium, [lire en ligne] ;
- 1669 : Ars magna sciendi sive combinatoria : système logique à partir de Lulle ; cette oeuvre traite de philosophie et, plus précisément, de logique. Dans ce traité, on découvre un travail audacieux, qui reprend l’Ars Magna du théologien franciscain majorquin Raymond Lulle (1232-1315)[21].
- 1673 : Phonurgia nova, sive conjugium mechanico-physicum artis & natvrae paranympha phonosophia concinnatum[22]. Sur l'acoustique ;
- 1675 : Arca Noe ;
- 1676 : Sphinx mystagoga[23]. Sur les momies découvertes à Memphis en 1672 ;
- 1676 : Obelisci Aegyptiaci ;
- 1679 : Musaeum Collegii Romani Societatis Jesu ;
- 1679 : Turris Babel, Sive Archontologia Qua Primo Priscorum post diluvium hominum vita, mores rerumque gestarum magnitudo, Secundo Turris fabrica civitatumque exstructio, confusio linguarum, & inde gentium transmigrationis, cum principalium inde enatorum idiomatum historia, multiplici eruditione describuntur & explicantur, 1679, Amsterdam, Jansson-Waesberge[24]. Sur la tour de Babel, les anciennes civilisations et les langues ;
- 1679 : Tariffa Kircheriana sive mensa Pythagorica expansa, [lire en ligne] : ensemble de tables mathématiques ;
- 1680 : Physiologia Kicheriana experimentalis, [lire en ligne].

#### Études générales
- (de) Sheng-Ching Chang, Natur und Landschaft - Der Einfluss von Athanasius Kirchers "China Illustrata" auf die europäische Kunst, Berlin, Reimer, 2003, 232 p. (ISBN 978-3496012801)
- (en) Roberto Buonanno, The Stars of Galileo Galilei and the Universal Knowledge of Athanasius Kircher, Springer, 2014 (ISBN 978-3-319-00300-9)
- Nathalie Lallemand-Buyssens, « Les acquisitions d'Athanasius Kircher au musée du Collège romain à la lumière de documents inédits », Storia dell'Arte, no 133, oct.-déc. 2012, p. 107-129.
- Joscelyn Godwin, Athanasius Kircher, Le Théâtre du Monde, trad. fr. par Charles Moysan, Paris, Imprimerie nationale, 2009, 302 p. (Nomb. illustrations)
- J.-C. Margolin, « Histoire, nature, prodiges et religion chez Athanase » d'après la Diatribé de prodigiosis crucibus (Rome, 1661), Esculape et Dionysos. Mélanges en l'honneur de Jean Céard, Genève, Droz, 2008, p. 87-109.
- Jean-Pierre Thiollet, Je m'appelle Byblos, Paris, H & D, 2005 (p. 254-255).
- (en) Athanasius Kircher : the Last Man Who Knew Everything, New York, Routledge, 2004, 465 p. (ISBN 978-0-415-94015-3, 9780415940153 et 0415940168, OCLC 53287635, BNF 39136868, lire en ligne), p. 11
- (en) John Glassie, « Invisible Little Worms” Athanasius Kircher’s Study of the Plague », The Public Domain Review,‎ 22 avril 2020 (lire en ligne)
- (fr + it + la) Giunia Totaro, L'Autobiographie d'Athanasius Kircher : L'écriture d'un jésuite entre vérité et invention au seuil de l'œuvre, vol. 14, Berne / New York, Peter Lang, coll. « Liminaires, passages interculturels italo-ibériques », 2009, 430 p. (ISBN 978-3-03911-793-2, OCLC 607096832, présentation en ligne)Originellement présentée comme thèse de doctorat à l'université de Caen en 1997.
- Sylvain Matton, Encyclopædia Universalis : Kircher (Athanasius) 1602-1680, vol. X, Paris, 1984, p. 853-855Article repris dans Athanase Kircher, Avignon : Médiathèque Ceccano, 1995, p. 3-15.
- Bernard Heyberger, Les jésuites, Histoire et Dictionnaire, Paris, Bouquins éditions, 2022 (ISBN 978-2-38292-305-4), p. 784-787.
- Joseph MacDonnell, Jesuit Geometers, Saint-Louis (USA), 1989.
- Joscelyn Godwin, Athanasius Kircher, Londres, 1979, trad. fr. par Sylvain Matton : Athanasius Kircher, un homme de la Renaissance à la quête du savoir perdu, Paris, Jean-Jacques Pauvert, 1980, 96 p.
- (en) C. Reilly, Athanasiua Kircher, Master of a hundred arts, Rome, 1974.
- (en) Erik Iversen, The Myth of Egypt and its Hieroglyphs, Copenhague, 1961.

#### Dans la fiction
- Dans le roman historique Imprimatur (en) de Rita Monaldi et Francesco Sorti (2002), Kircher joue un rôle majeur. Peu après sa mort, des voyageurs sont enfermés dans un hôtel de la Rome baroque par les autorités sanitaires papales à cause d'une épidémie de peste. La théorie de Kircher sur le pouvoir de guérison de la musique est rappelée par les protagonistes dans divers flashbacks et fournit enfin la clé du puzzle.
- Là où les tigres sont chez eux, un roman de Jean-Marie Blas de Roblès publié en 2008, met en scène Athanase Kircher comme l'un des personnages principaux. Il s'agit en réalité d'une biographie incluse dans plusieurs récits variés et enchâssés qui invitent à la découverte de l'Homme et du monde, à travers la latinité moderne et contemporaine. De là découlent les liens évidents entre Kircher et le Brésil. La figure du père jésuite est évoquée dans trente-trois chapitres de ce livre-monde, présentés comme « le manuscrit totalement inédit » de la biographie du maître par Gaspar Schott. (Jean-Marie Blas de Roblès, Là où les tigres sont chez eux : roman, éditions Zulma, 2008, 775 p., Prix Médicis).
- Le Voyage céleste extatique, du dessinateur Clément Vuillier, publié en 2015 aux Éditions 2024, s'inspire également du Voyage extatique céleste d'Athanase Kircher.
- Si par une nuit d'hiver un voyageur, d'Italo Calvino, met en scène dans l'un de ses chapitres un millionnaire dont le rêve est de reconstituer le musée romain d'Athanase Kircher[25].
- Dans le roman de Daniel Kehlmann, Le Roman de Tyll Ulespiègle, Athanase Kircher est un personnage épisodique mais central dans la mesure où il est à l'origine du procès en sorcellerie du meunier, père de Tyll, lequel a confié en toute innocence les talents de son père au jeune religieux. Après le supplice de son père, le jeune héros quitte son village pour arpenter l'Europe en proie aux guerres de religion.